# Enkelrompsschip
Een enkelrompsschip (eng: monohull) is het conventionele scheepstype met een enkele romp. De term wordt vooral gebruikt ter onderscheid van scheepstypes met meerdere rompen, zoals de catamaran met twee rompen, de trimaran met drie rompen en het halfafzinkbare platform dat ook meerdere rompen heeft.